# Lestodiplosis cryphali
Lestodiplosis cryphali är en tvåvingeart som först beskrevs av Jean-Jacques Kieffer 1894.  Lestodiplosis cryphali ingår i släktet Lestodiplosis och familjen gallmyggor. Inga underarter finns listade i Catalogue of Life.